# Polizeiruf 110: Der Ring mit dem blauen Saphir
Der Ring mit dem blauen Saphir ist ein deutscher Kriminalfilm von Norbert Büchner aus dem Jahr 1973. Der Fernsehfilm erschien als 18. Folge der Filmreihe Polizeiruf 110.

## Handlung
Nach drei Jahren Haft kehrt Elektriker Walter König zu seiner Familie, seiner Frau Marlies und der gemeinsamen Tochter Susanne, zurück. Die frühere Hausfrau Marlies hat sich in den letzten drei Jahren beruflich etwas aufgebaut und eine Affäre mit ihrem Kollegen Rudolf Hagedorn begonnen. Walter versucht nun alles, um diese Affäre zu beenden.
In einem Juweliergeschäft wird eingebrochen. Der Täter stiehlt dabei Silberschmuck und Schmuckstücke aus einem Safe. Den wertvolleren Goldschmuck in einer Vitrine im Wert von 30.000 Mark lässt er aber zurück. Üblicherweise wird der Originalschmuck zum Geschäftsschluss gegen Imitate ausgewechselt. Damit liegen normalerweise über Nacht Imitate in der Vitrine und der Originalschmuck im Safe. An diesem Abend unterbleibt das aber, sodass im Safe nur die Imitate lagern. Dennoch beläuft sich der Gesamtschaden auf 12.000 Mark. Oberleutnant Peter Fuchs und Leutnant Vera Arndt werden mit den Ermittlungen betraut. Der Täter stieg über das darüberliegende Geschäft in den Juwelier ein, wobei er ein Loch in die Decke sägte. Zudem trug er nicht nur Handschuhe, sondern auch Lappen um die Schuhe, um Spuren zu verwischen. 
Im selben Stil brach einst Matschulla in Geschäfte ein, der jedoch seither im Gefängnis sitzt. Zu seinen Mithäftlingen zählten in den letzten Jahren unter anderem Hans-Peter Zackel und Walter König. Beide werden befragt. Marlies berichtet den Ermittlern, dass ihr Mann in der Tatnacht geschlafen habe. Hans-Peter Zackel wiederum wird inkognito von Vera Arndt in einem Nachtclub befragt. Hier tritt Zackels Geliebte Catharina Sylvius als Sängerin auf. In der Garderobe hat sie in Zackels Taschen einen Ring mit einem blauen Saphir gefunden, der allerdings nur eine Fälschung ist. Zackel will ihr den Ring wegnehmen, wobei er verloren geht. Zackel sucht den Ring, als Vera Arndt in die Garderobe kommt. Catharina zeigt ihr einen falschen Ring als den vermeintlich verlorenen und Vera Arndt geht. Nun übergibt Catharina Zackel den Ring mit dem blauen Saphir und bittet ihn, die Sache wieder in Ordnung zu bringen.
Die Polizei wird auch auf Rudolf Hagedorn aufmerksam, dessen Trabant in der Tatnacht unweit des Juweliers im Halteverbot stand. Rudolf gibt zunächst vor, Zigaretten geholt zu haben. Erst als die Ermittler ihm eröffnen, dass der dortige Automat schon seit mehreren Monaten defekt ist, sagt Rudolf die Wahrheit. Er habe in der Tatnacht Marlies nach Hause gebracht. Später habe er Walter König auf einem Fahrrad davonfahren sehen und sei ihm heimlich gefolgt. Irgendwann habe er sein Auto abgestellt und Walter zu Fuß folgen wollen, habe ihn jedoch in der Gegend um den Juwelier aus den Augen verloren. Als Vera Arndt Walter erneut befragen will, erkennt sie, dass er farbenblind sein muss, weil er den roten Ermittler-Wartburg nicht von einem blauen unterscheiden kann. Auch der Einbruch weist auf einen Farbenblinden als Täter hin, der den Silber- nicht von dem wertvolleren Goldschmuck unterscheiden konnte. Walter König wird verhört und gibt den Einbruch nach kurzer Zeit zu. Er wird verhaftet. Den gestohlenen Schmuck finden die Ermittler im Hasenstall der Familie. Der falsche Ring mit dem blauen Saphir fehlt jedoch.
Die Ermittler werden zu einem Leichenfund gerufen. Es handelt sich um Marlies König, die an ihrem Finger den gesuchten Ring trägt. Sie wurde zunächst gewürgt und dann in einen Fluss geworfen, wo sie ertrank. Die Untersuchung zeigt, dass sie kurz vor ihrem Tod noch etwas gegessen hatte. Ein Wirt der Umgebung erinnert sich, dass Marlies am Tatabend mit Rudolf in seinem Lokal essen war. Rudolf habe ihr den Ring gezeigt und berichtet, dass ihr Mann der Einbrecher ist. Kurz zuvor war Rudolf auf der Suche nach Beweisen auch in den Keller der Königs eingedrungen. Die Juwelen hatte er im Hasenstall gefunden. Marlies reagierte auf die Eröffnung im Gasthaus anders als gedacht: Sie wollte sich zwar von Walter trennen, jedoch nicht mit Rudolf zusammenkommen, sondern allein mit ihrer Tochter leben. Rudolf berichtet bei der Vernehmung, gegangen zu sein, wird jedoch in Untersuchungshaft genommen. Bei der Rekonstruktion der Tat nehmen die Ermittler auch Fingerabdrücke vom Geländer der Brücke, von der Marlies in den Fluss geworfen wurde. Die Fingerabdrücke stimmen nicht mit denen von Rudolf überein. Die erneute Befragung Walters führt zum Ziel. Er gibt zu, Marlies getötet zu haben. Er hörte, wie sie sich an der Brücke von Rudolf trennte und hoffte nun auf eine gemeinsame Zukunft. Auch ihm gegenüber verhielt sie sich jedoch ablehnend. Sie zeigte ihm den Ring und er wusste, dass sie zur Polizei gehen würde, und tötete sie.

## Produktion
Der Ring mit dem blauen Saphir wurde vom 25. Februar bis 19. April 1973 unter anderem in Pirna, Heidenau, Dresden-Pieschen (Nähe Bahnhof, Riesaer Str.); Dresden-Reick (Winterberg-/ Ecke Gasanstaltstrasse, Szene mit rotem und blauem Wartburg) und Freital gedreht. Die Kostüme des Films schuf Ruth Karge, die Filmbauten stammen von Hans Völker. Der Film erlebte am 26. August 1973 im 1. Programm des Fernsehens der DDR seine Fernsehpremiere.
Es war die 18. Folge der Filmreihe Polizeiruf 110. Oberleutnant Peter Fuchs und Leutnant Vera Arndt ermittelten in ihrem 14. Fall. Dagmar Frederic singt im Film die Lieder Weil ich dich vielleicht niemals wieder seh und Ganz Paris träumt von der Liebe. Sie wird dabei von Reinhard Lakomy und Band begleitet.